# Stomachetosellidae
Stomachetosellidae zijn een familie van mosdiertjes uit de orde Cheilostomatida en de klasse van de Gymnolaemata.

## Geslachten
- Junerossia Dick, Tilbrook & Mawatari, 2006
- Stomachetosella Canu & Bassler, 1917
- Tremoschizodina Duvergier, 1921